# Torre de Cerredo
Der Torre de Cerredo ist mit 2648 msnm Höhe der höchste Berg des Gebirgsmassivs Picos de Europa sowie des gesamten Kantabrischen Gebirges. Er befindet sich auf der Grenze der Provinzen Asturien und Kastilien-León, deren jeweils höchster Berg er ist. Der Berg kann über die Via Normal unter einer maximalen Schwierigkeit von II der UIAA-Skala relativ einfach erklommen werden. Der Ausgangspunkt befindet sich am Fuße der Ostflanke des Torre Cerredo im Jou de Cerredo. Vom Gipfel hat man Aussicht auf das gesamte Zentralmassiv.